# 魯特西羅縣

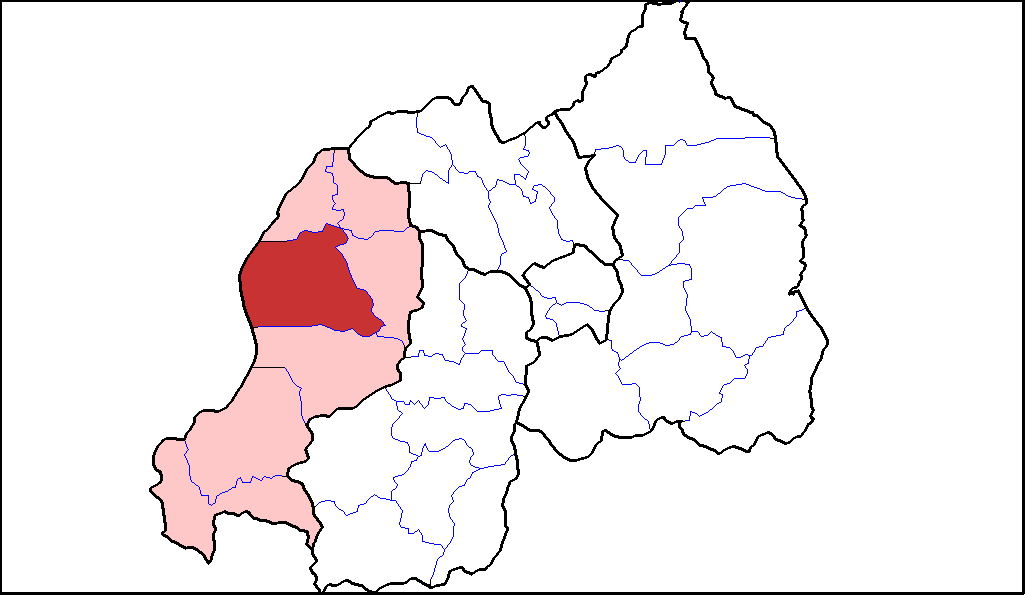

1°55′S 29°19′E / 1.917°S 29.317°E
魯特西羅縣，是盧旺達的縣份，位於該國西部，由西部省負責管轄，首府設於吉漢戈，面積1,159平方公里，2012年人口324,654，人口密度每平方公里280人。